# Marianne von Martinez
Mariana Martínez o Marianne von Martinez, bautizada como Anna Catharina, también llamada Nanette Martinez (Viena, 4 de mayo de 1744 - Viena, 13 de diciembre de 1812) fue una compositora, cantante e intérprete de teclado, de familia de origen español. Fue discípula de Joseph Haydn, quien la llamaba «la pequeña española». Probablemente sea la compositora más citada de su tiempo, fue ella quien tomó a gran escala las formas musicales de su época y las llevó más allá de lo que se creyó eran las habilidades de una mujer.

## Biografía
Marianna nació en un edificio del Michaelerplatz en 1744 siendo bautizada con el nombre de Anna Caterina. Ya de mayor, optó por utilizar el nombre de Marianna.
El abuelo de Marianna, por lado paterno, era un soldado de origen español instalado en Nápoles. Su padre, Nicolò Martínez, nacido en Nápoles hacia el año 1689, inició una carrera militar que le llevó a luchar en Alemania a favor de Carlos VI. Una vez se encontraba en territorio alemán conoció a Maria Theresia, madre de Marianna, con quién se casó. Nicolò encontró finalmente un puesto para servir en la Nunciatura de Viena, la embajada papal en el imperio austríaco, como Maestro di Camera. Los padres de Marianna se instalaron en Viena entre los años 1729 y 1732. Hacia 1735 residían en el tercer piso de la Michaelerhaus, un gran edificio en el Michelerplatz de Viena, y allí compartieron vivienda con Pietro Trapassi, más conocido como Metastasio, gran amigo de Nicolò Martínez desde su juventud. La planta inferior del edificio estaba ocupada por la familia Esterházy y el piso intermedio lo ocupaba Nicola Porpora. En el ático se alojó durante algunos años el joven Joseph Haydn, que fue ayudante de cámara y alumno del maestro Porpora.
Debido a la intervención de Metastasio, que pudo advertir el talento musical de Marianna, la joven empezó a tomar lecciones de teclado con Joseph Haydn y de canto con Nicola Porpora. Marianna también recibió lecciones de composición de Johann Adolph Hasse y del compositor de la corte imperial Giuseppe Bonno. No solo recibió lecciones de música sino que pudo tener, de nuevo en parte gracias al interés de Metastasio, una buena educación general.

## Carrera musical
Dado su precoz talento Marianne Martínez actuaba para la corte imperial desde su niñez. En palabras de Helene Wessely “atraía la atención con su maravillosa voz y forma de tocar el teclado”. Ya adulta fue reclamada para actuar en muchas ocasiones por la emperatriz María Teresa.
Su forma de tocar el clave fue comparada en su época con la de C.P.E. Bach y llegó a ser admitida en la L’Accademia Filarmonica di Bologna en el año 1773.
Gran parte de la producción de su obra la componen piezas para voz y sus principales biógrafos (Godt, Wessely) conjeturan que podrían tratarse de piezas que componía para ser interpretadas por ella misma. De ser esto cierto estas piezas contituirían una evidencia de su gran capacidad vocal ya que contienen muchos pasajes de coloratura, saltos de grandes intervalos y trinos, lo que indicaría que poseería una excelente técnica vocal.
Martinez escribió algunas cantatas profanas y dos oratorios con texto italiano escritos por su amigo Metastasio. Entre las composiciones que han llegado hasta hoy encontramos cuatro misas, seis motetes, dos oratorios, una colección de cantatas, tres sonatas, un concierto para teclado y una sinfonía.
Su tercera misa fue estrenada en la Michaelerkirche, cerca de la residencia de los Martínez, en 1761. Su oratorio Isacco figura del redentore fue estrenado el 17 de marzo de 1882 en la Tonkünstler-Societät junto a obras de Haydn, Mozart, Beethoven y Händel con la presencia de los solistas Caterina Cavalieri y Johann Ignaz Ludwig Fischer.
Tanto Marianna como su hermana cuidaron del poeta Metastasio hasta su muerte en 1782 y él dejó sus posesiones en herencia a la familia Martínez, recibiendo Marianna 20.000 florines, su clave y su biblioteca musical. Las hermanas Martínez acogían en su casa semanalmente eventos musicales que atraían a los mejores músicos de la ciudad. Asiduos a estas veladas fueron Haydn, el tenor irlandés Michael Kelly o Mozart, que escribió sus sonatas a cuatro manos para ser interpretadas precisamente junto a Marianne.
Aunque su carrera musical fue muy activa y causaba gran admiración su habilidad interpretativa nunca llegó a ejercer oficialmente como intérprete o compositora. En la sociedad de la época no era un trabajo bien visto para una mujer.
Marinanne Martinez murió el 13 de diciembre de 1812 y fue enterrada en el cementerio de San Marx.

## Legado
En años recientes han sido publicadas varias de sus obras. Sus sonatas para teclado (en Mi mayor, en Sol mayor y en La mayor) pueden adquirirse a través de la editorial Hildegard. La editorial alemana Furore-Verlag, especializada en obras realizadas por compositoras, ha publicado también algunas de sus composiciones incluyendo el concierto para teclado en La mayor, Dominus Dixit (para solistas, coro y orquesta), In exitu Israel (para solistas, coro y orquesta), Psalm 112 (para coro y orquesta) o su cuarta misa para coro.